# 1926
Cette page concerne l'année 1926 (MCMXXVI en chiffres romains) du calendrier grégorien.
L'année 1926 est une année commune qui commence un vendredi.

## En bref
- 27 mai : fin de la guerre du Rif au Maroc.
- 28 mai : coup d'État militaire au Portugal
- 9 juillet : expédition du Nord en Chine.
- 1er août : début de la Guerre des Cristeros au Mexique.

## Événements

### Afrique
- 14 janvier-26 février : grève des cheminots de Sierra Leone. L’armée tire sur les grévistes[1].

- 2 mars : fondation par Hadj Ali Abdelkader, Si Djilani, Amar Imache et Messali Hadj de la première Étoile nord-africaine, dépendant de l’Union intercoloniale organisation initiée par le PCF. Ses statuts sont adoptés par la première Assemblée générale le 20 juin. Au congrès organisé à Bruxelles du 10 au 14 février 1927 par la Ligue contre l’oppression coloniale, elle réclame notamment l’égalité des droits en Algérie », « la liberté de presse, d’association, de réunion ; les droits politiques et syndicaux égaux à ceux des Français qui sont en Algérie »[2].
- 30 mars : fondation à Paris du Comité de défense de la race nègre par Lamine Senghor et lancement de La Voix des Nègres[Quoi ?] (1er numéro le 15 janvier 1927)[3].

- 8-10 mai : offensive générale franco-espagnole (140 000 soldats espagnols et 325 000 français) contre les troupes rifaines[4].

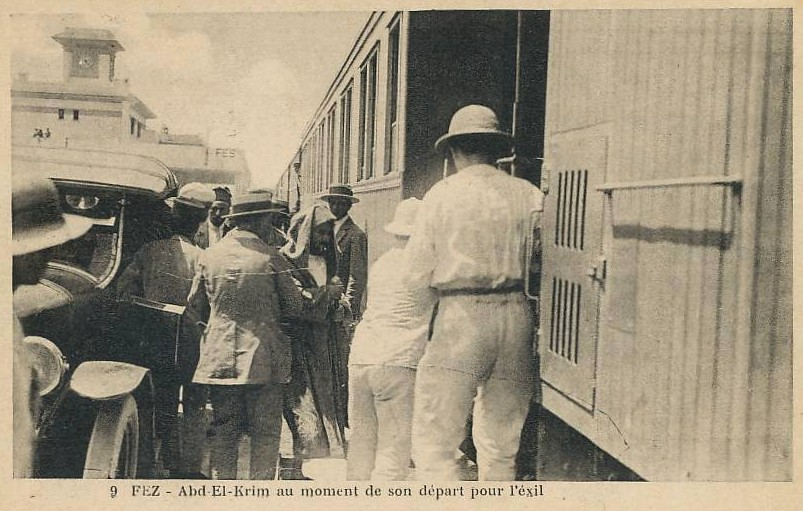
Abd el-Krim au moment de son départ pour l’exil, Fès, 1926.

- 27 mai, Maroc : Abd el-Krim se rend aux troupes françaises à Targuist. Exilé en septembre à La Réunion[4], il s’évadera et gagnera l’Égypte (1947). Fin de la guerre du Rif.

- 17 juillet : fondation à Paris de l’Association Amicale des Originaires de l’AEF par André-Grenard Matsoua[5].

- 25 septembre : signature à Genève de la Convention relative à l’esclavage (reprenant la Convention de Saint-Germain-en-Laye de 1919) dans le but de lutter contre les différentes formes d’asservissement, y compris le travail forcé. La SDN mettra en place en 1932 une commission chargée d’appliquer cette convention[6].

- 15 octobre - 31 décembre : convoi Berliet sur pneus Alger-Bourem-Tombouctou-Alger[7].

- Novembre : le roi des Ashanti Agyeman Prempeh Ier, rentré d’exil en 1924, remonte sur le trône[8].

- 26 décembre : le lieutenant Robert Fabry quitte Liège pour un raid en solitaire de 25 000 km en Afrique à bord d’une moto Gillet. Il atteint Élisabethville au bout de sept mois, puis retourne à Liège le 17 octobre 1927[9].

- En Union sud-africaine, une série de lois aboutit au Color Bar Act (Mines and Works Amendment Act) qui autorise la promulgation de règlements différenciant les catégories de travailleurs salariés en fonction de leur race et de leur couleur[10].
- Éthiopie : Ras Tafari, déjà gouverneur du Harrar, reçoit le gouvernement du Ouollo. Il réorganise l’armée[11].

### Amérique
- 10 janvier : Hernán Siles Reyes, président de Bolivie (fin en 1930)[12]. Il tente de lancer une croisade indigéniste.
- 17 janvier : le général Emiliano Chamorro Vargas devient président du Nicaragua à la suite d’un coup d’État. Il n’est par reconnu par les États-Unis et doit abandonner le pouvoir le 30 octobre[13].

- 16 février - 11 juin : grève des fourreurs aux États-Unis. Ils obtiennent la semaine de 40 heures[14].

- 16 mars : Robert Goddard lance la première fusée à propulsion liquide à Auburn, au Massachusetts[15].

- 3 avril : en Équateur, à la suite de la « Revolución Juliana », les militaires confient le pouvoir à un civil, Isidro Ayora[16].

- 2 mai : un groupe d’exilés libéraux armés débarque à Cosigüina, sur la côte pacifique du Nicaragua ; la guerre civile, dite Guerra Constitucionalista, soulèvement libéral contre Chamorro mené par Sacasa et Moncada, se généralise[17].
- 7 mai : débarquement de marines américains à Bluefields, au Nicaragua, pour protéger les intérêts des ressortissants des États-Unis ; ils repartent le 5 juin[18]

- 1er juin : retour de Augusto Sandino au Nicaragua. Il rejoint la cause constitutionnaliste le 26 octobre[19].
- 12 juin : le Brésil quitte la Société des Nations[20].

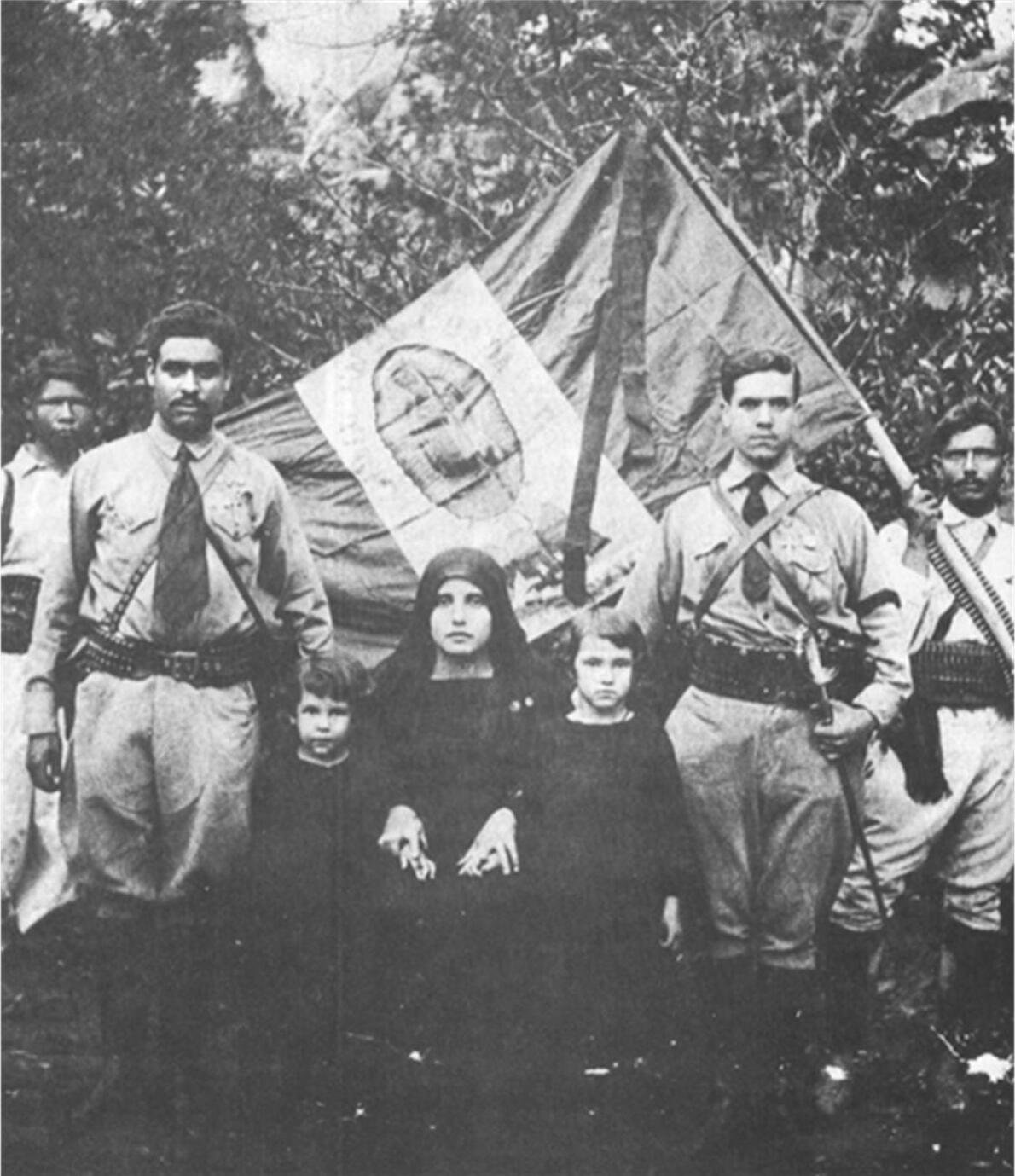
Guerre des Cristeros au Mexique.

- 31 juillet, Mexique : l’entrée en vigueur des mesures anticléricales stipulées dans la constitution de 1917 provoque le lendemain la révolte des « Cristeros »[21].

- 7 août : Miguel Abadía Méndez devient président de Colombie (fin le 7 août 1930)[22].
- 31 août : nouveau débarquement de troupes américaines à Bluefields, au Nicaragua ; elles sont renforcées le 11 septembre ; un détachement débarque à Corinto le 10 octobre[18]. Les États-Unis occupent le pays jusqu’en 1933[23].
- Septembre, Pérou : José Carlos Mariátegui fonde la revue Amauta[24]. Víctor Raúl Haya de la Torre, créateur de l’Alliance populaire révolutionnaire américaine, y dénonce la « politique de pénétration » de l’impérialisme américain qui transforme certains États d’Amérique centrale et des Caraïbes en colonie avec la complicité des classes dirigeantes.

- 15 novembre : Washington Luís Pereira de Sousa, président de la République du Brésil[25]. Candidat des États de São Paulo et Minas Gerais, il pratique une politique de construction de routes et d’orthodoxie financière. Getúlio Vargas, ministre des Finances.
- 17 novembre : Adolfo Díaz est reconnu comme président du Nicaragua par les États-Unis qui le soutiennent dans sa lutte contre les Constitutionnalistes de Sacasa[17].

- 2 décembre : l’ex-vice-président Juan Bautista Sacasa, installé à Puerto Cabezas depuis le 30 novembre, est proclamé président du Nicaragua par les Constitutionnalistes[17].
- 24 décembre : débarquement de marines américains à Puerto Cabezas, au Nicaragua ; ils déclarent la ville zone neutre et ordonnent aux forces constitutionnalistes de Sacasa et de Moncada de quitter la ville[17].

### Asie
- 1er février : l’oblast autonome kara-kirghiz devient la République socialiste soviétique autonome kirghize (République socialiste soviétique kirghize le 5 décembre 1936)[26].

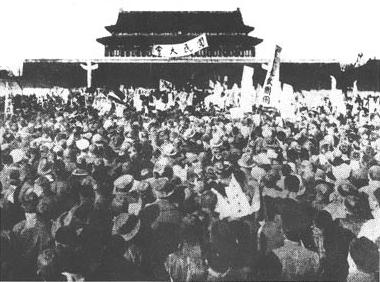
La manifestation sur la place Tian’anmen, peu avant le massacre du 18 mars.

- 18 mars, Pékin : manifestation contre les privilèges des puissances étrangères en Chine. Le chef du gouvernement des seigneurs de la guerre Duan Qirui ordonne à ses troupes de tirer sur un groupe d’étudiants, mené par le leader communiste Li Dazhao[27] (47 morts, 200 blessés).
- 20 mars, Chine : incident de la canonnière Zhongshan. Coup de force de Tchang Kaï-chek contre les communistes, qu’il accuse de comploter contre lui[28].
- 21 mars : battu à Tianjin par Zhang Zuolin, qui unit le Hebei à la Mandchourie, Feng Yuxiang doit abandonner Pékin dans la semaine[29]. Gagné par les Soviétiques, Feng se rend à Moscou en mai, puis à son retour en Mongolie-Intérieure le 17 septembre, annonce son ralliement au Kuomintang et le Guominjun fusionne avec l’Armée nationale révolutionnaire[30].

- 20 avril : Duan Qirui est renversé à Pékin par Feng Yuxiang[31].

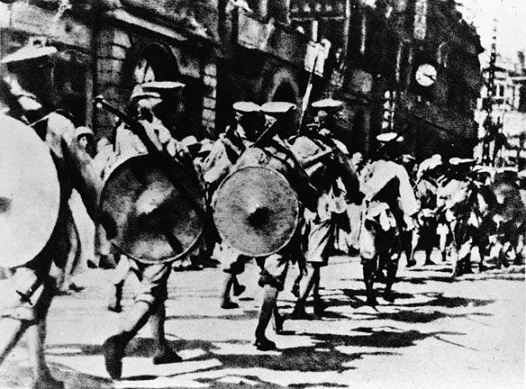
9 juillet : expédition du Nord

- 9 juillet, Canton : discours de Tchang Kaï-chek devant 100 000 soldats de l’Armée nationale révolutionnaire, qui marque le début officiel de l’expédition du Nord, campagne militaire dont l’objectif est l’unification du pays et la mise au pas des clans militaires. Des communistes participent aux opérations[32] (fin en 1928).

- 6 septembre-10 octobre : les Cantonais, avec l’aide des soviets (commissaire Borodine, technicien militaire Galentz, cadres et munitions) enlèvent au maréchal Wu Peifu l'arsenal de Hanyang, Hankou (7 septembre) et Wuchang (10 octobre), dans le Hebei. Un gouvernement nationaliste s’installe à Wuhan le 1er janvier 1927[33].

- 12 novembre: début de la révolte communiste aux Indes néerlandaises (fin 1926, début 1927). Elle commence à Banten et à Batavia, où les insurgés s’emparent pendant quelques heures du central téléphonique, puis gagne la côte occidentale de Sumatra. La répression arrête 13 000 personnes dont 4 700 sont condamnés, des milliers d’autres sont transférées sans jugement dans les camps d’internement de Digul en Nouvelle-Guinée. Le Parti communiste indonésien, affaibli par des luttes internes, est interdit[34].

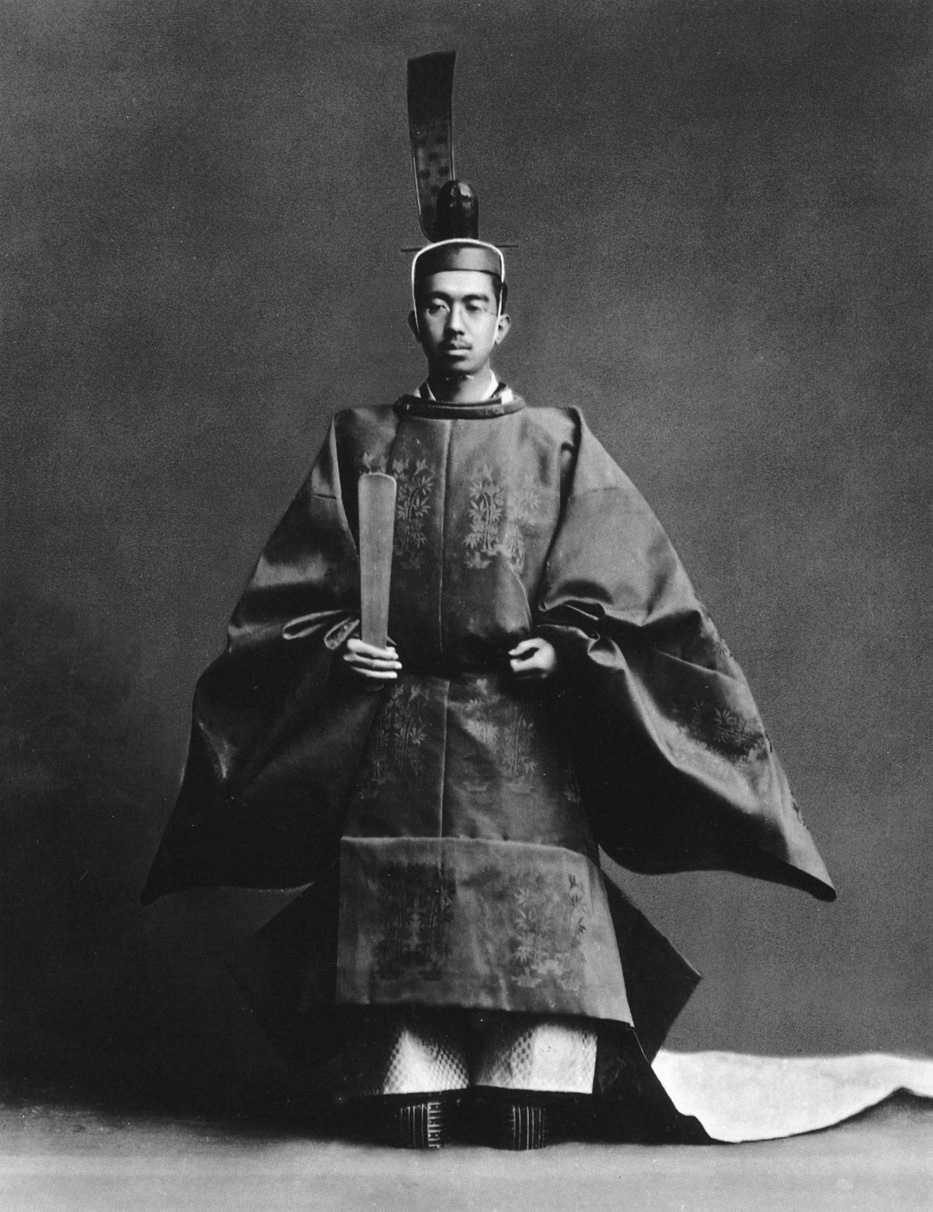
25 décembre : début du règne de Shōwa

- 25 décembre : début du règne de Shōwa (Hirohito), empereur du Japon (fin en 1989), c’est le début de l’ère Shōwa[35]. La fin de « l’époque libérale » s’amorce et la réaction de droite va s’accentuer régulièrement jusqu’à la guerre.

### Proche-Orient
- 8 janvier : le sultan du Nedjd Abdelaziz Ibn Sa’ud est proclamé roi du Hedjaz à la Mecque[36]. Les saoudites étendent leur puissance sur la majeure partie de la péninsule arabique.

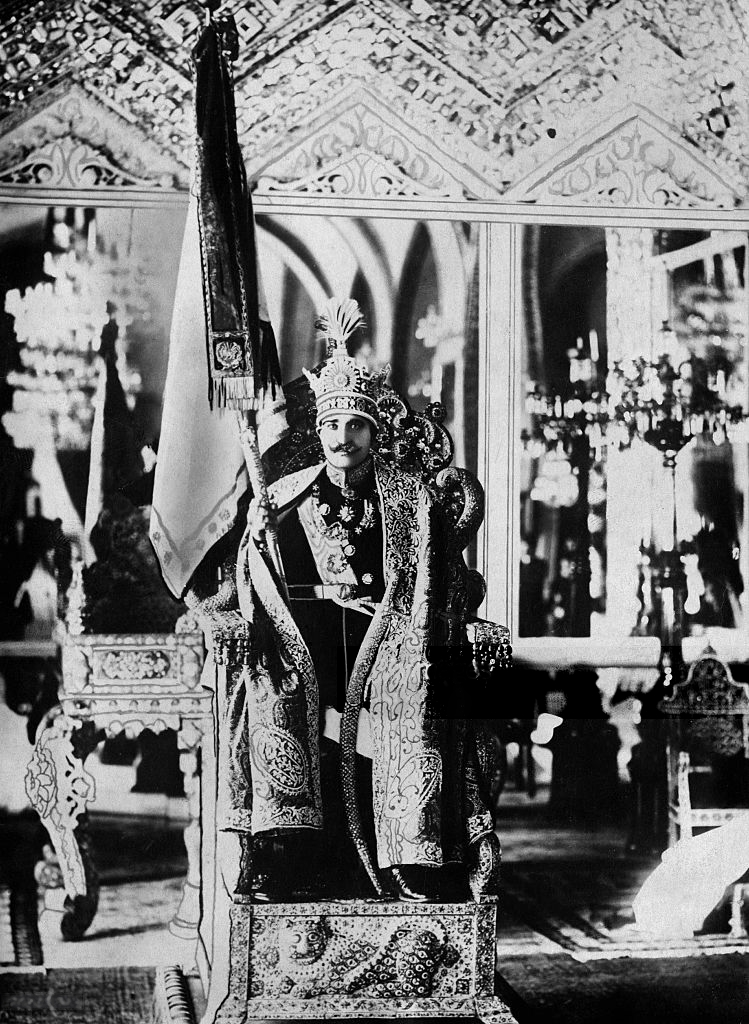
25 avril : couronnement de Reza Pahlavi

- 25 avril : les forces françaises du général Charles Andréa prennent Soueïda aux Druzes[37].
- 28 avril : un nouveau gouvernement syrien est formé par Henry de Jouvenel avec pour programme la constitution d’un traité franco-syrien et la mise en place d’une constitution. Les nationalistes refusent à nouveau les propositions françaises. Jouvenel promet des élections dans les régions syriennes non révoltées. Il désigne Ahmed Nami Bey comme chef du gouvernement de l’État de Syrie[38]. Il est favorable à la reconstitution de la Syrie unitaire, mais devant l’opposition des nationalistes, il rétablit un régime d’administration directe à Damas tandis que l’armée reprend peu à peu le contrôle du pays.

- 7 mai : second bombardement du faubourg de al-Maydān à Damas par les Français[39].
- 13 - 19 mai : congrès sur la question du califat au Caire[40]. L’université al-Azhar convoque un congrès islamique au Caire qui renonce à choisir un nouveau calife devant la multiplication des candidatures, mais donne une définition de la nature et de la fonction de cette magistrature. Il affirme que le califat est conforme à la loi islamique et donc réalisable.
- 22 mai, Égypte : les libéraux-constitutionnels font alliance avec le Wafd et remportent ensemble les élections législatives[41]. Saad Zaghlul, sous la pression britannique, doit se contenter de la présidence de la Chambre tandis que les libéraux dirigent un gouvernement composé majoritairement de wafdistes.
- 23 mai : promulgation de la Constitution libanaise[42].

- 4 juin : la colonne Andréa prend Salkhad aux Druzes[43]. Fin des grandes opérations militaires dans le Djébel druze.
- 7 juin : pour rassurer le monde musulman inquiet de son wahhabisme, Ibn Sa’ud organise à La Mecque un Congrès du monde musulman[40]. Sans décisions concrètes ou durables, ce congrès a surtout pour objectif la reconnaissance du wahhabisme par les sunnites. Le wahhabite Ibn Sa’ud décide d’interdire tous les signes d’idolâtrie dans les lieux saints de l’Islam[44]. Il s’en prend notamment aux mausolées des saints musulmans faisant l’objet d’un culte populaire en Égypte.

- 31 août : après avoir nommé le 29 août son fils Fayçal vice-roi du Hedjaz, Abdelaziz Ibn Sa’ud proclame une « Loi fondamentale » du Royaume du Hedjaz qui prévoit un Majlis ach-Choura (conseil consultatif) composé de 24 oulémas, dignitaires et marchands[36].

- 13 octobre[45] : le haut-commissaire en Syrie Jouvenel est rappelé et remplacé par le diplomate Henri Ponsot, disposé à donner à la Syrie un statut organique (fin en 1933). Il amnistie une partie des nationalistes arrêtés, qui se regroupent dans le futur Bloc national et adoptent un programme plus modéré[46].

- Octobre : projet de loi sur la conscription en Irak[47]. Il est abandonné face à l’hostilité des Kurdes et des chiites.

### Europe
- 6-9 avril, Union soviétique : Trotski, Zinoviev et Kamenev constituent l’Opposition unifiée au comité central[48].
- 24 avril : traité de Berlin entre l’Allemagne et l’URSS[49]. Pacte d’amitié et de non-agression.
- 29 avril : accord Andrew Mellon-Mellon de Washington réduisant les dettes de guerre de la France aux États-Unis[50].

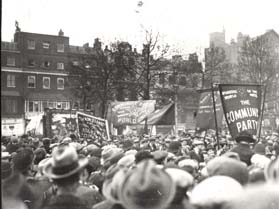
3 mai-12 mai : grève générale au Royaume-Uni.

- 3 mai : reprise de l’agitation ouvrière au Royaume-Uni. La grève générale déclenchée contre la politique du gouvernement conservateur de Stanley Baldwin est suivie par 9 millions de travailleurs[51].
- 12 mai : échec de la grève générale au Royaume-Uni[51]. Reflux de la vague syndicale. Le TUC perd un million d’adhérents entre 1926 et 1933 (de 5,5 à 4,4 millions).

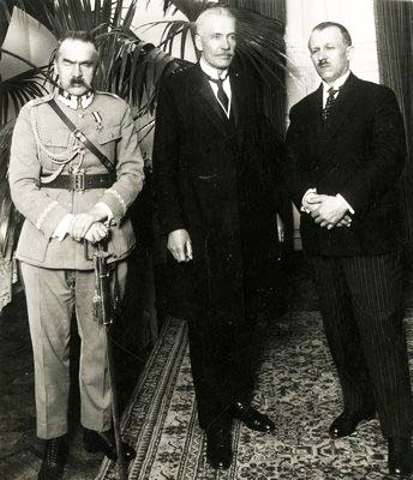
4 juin, Pologne : Ignacy Mościcki (au centre) est élu président de la république en Pologne. Avec Józef Piłsudski (à sa droite) et Obok Bartel

- 12 - 14 mai : coup d’État militaire en Pologne du maréchal Józef Piłsudski qui fait élire Ignacy Mościcki président de la République le 31 mai et exerce, en tant que ministre de la Guerre, une véritable dictature paternaliste jusqu’à sa mort en 1935[52].

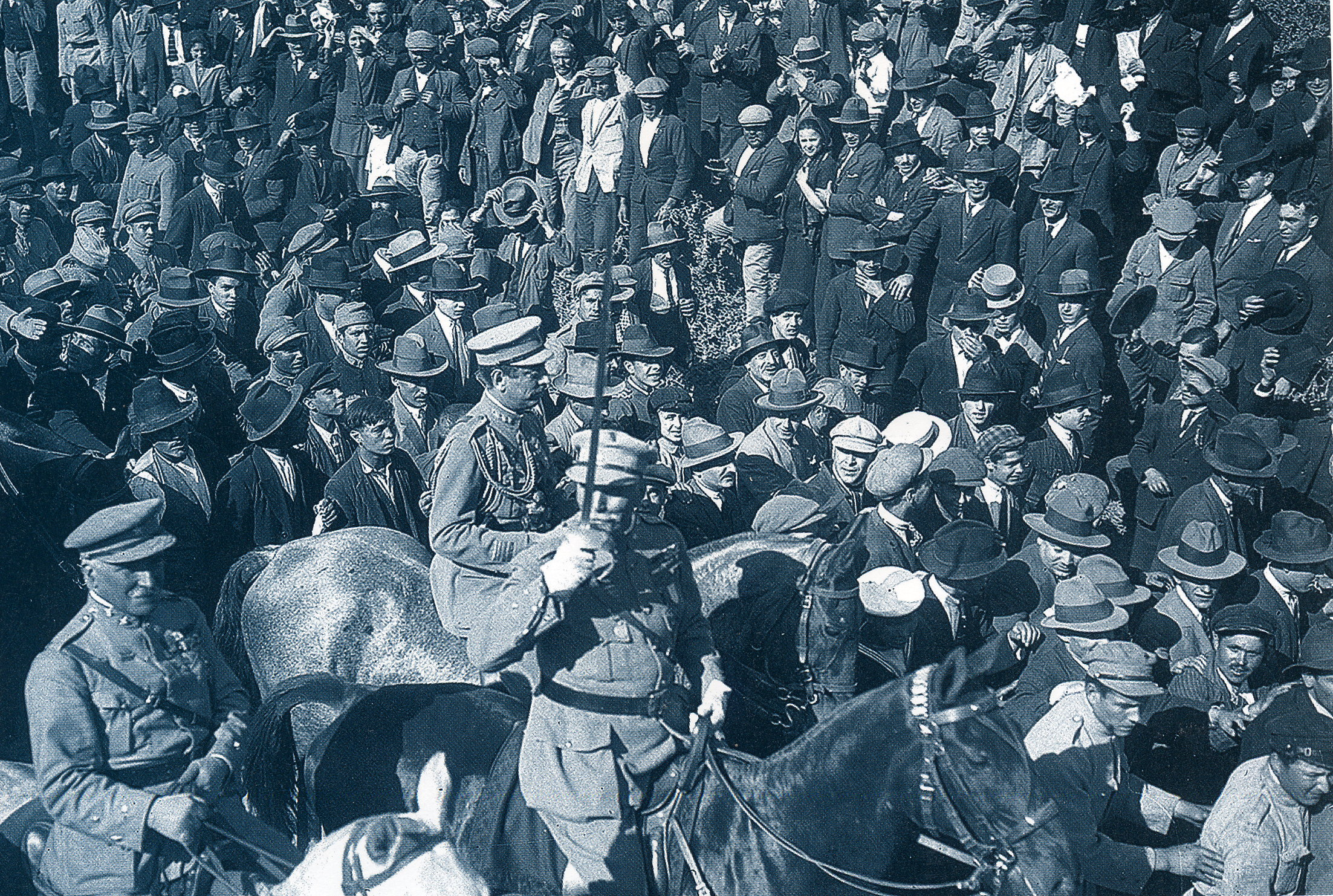
28 mai : coup d’État militaire au Portugal.

- 28 mai, Portugal : coup d’État militaire du général Gomes da Costa à Braga. La plus grande partie de l’armée se rallie. Le lendemain, le président de la République  António Maria da Silva démissionne[53].
- 31 mai : Mendes Cabeçadas prend le pouvoir au Portugal comme Premier ministre et président de la République  ; le même jour, le général Gomes da Costa marche sur Lisbonne où il entre le 6 juin[53]. Un triumvirat est constitué avec Cabeçadas, Gomes da Costa et Óscar Carmona ; le 17 juin, Gomes da Costa impose par la force une dictature militaire[54].

- 10 juin: traité d’amitié entre la Roumanie et la France[55].
- 19 juin : Gomes da Costa, président de la République du Portugal (fin le 9 juillet)[56].
- 24 juin : le complot militaire de la Sanjuanada échoue à chasser Primo de Rivera du pouvoir en Espagne[57].

- 9 juillet, Portugal : un nouveau coup d’État militaire commandé par le général monarchiste Sinel de Cordes écarte Gomes da Costa ; le général Óscar Carmona devient président de la République et Sinel de Cordes devient ministre des finances. Devant l’accroissement du déficit budgétaire et de la dette extérieure, Sinel de Cordes, pour éviter la banqueroute, envisage un emprunt à la SDN, qui exige un sévère contrôle international[58].
- 14-23 juillet : Grigori Zinoviev est exclu du comité central du parti communiste d’URSS à la séance plénière du Comité central et de la Commission centrale de Contrôle[59].

- 8 septembre : l’Allemagne adhère à la Société des Nations[60].
- 11 septembre : l’Espagne, qui n’a pu obtenir un siège permanent au Conseil de sécurité, quitte temporairement la Société des Nations (fin en 1928)[61].
- 17 septembre : rencontre entre Aristide Briand et Gustav Stresemann à Thoiry, près de Genève, qui scelle le début de la réconciliation franco-allemande[62]. Les conversations de Thoiry, connues à la suite d’indiscrétions, provoquent en France une vague d’indignation. Poincaré doit déclarer, fin septembre, que le gouvernement ne sacrifiera pas les droits donnés à la France par les traités.
- 26 septembre : Inauguration du célèbre San Siro, stade de l'Inter Milan et de l'AC Milan. 35 000 personnes ont été accueillit pour assister au premier match de l'AC Milan.
- 30 septembre : création de l’Entente Internationale de l’Acier (EIA), à l’initiative d’Émile Mayrisch, industriel luxembourgeois, directeur de l'Arbed (Aciéries Réunies de Burbach-Eich-Dudelange)[63].

- 3-6 octobre : premier Congrès paneuropéen de Vienne réunit à l’initiative de Coudenhove-Kalergi[64].
- 16 octobre : l’Opposition unifiée, constituée par Trotski et ses anciens adversaires Zinoviev et Kamenev pour endiguer l’ascension de Staline doit se soumettre à la discipline du parti[59].

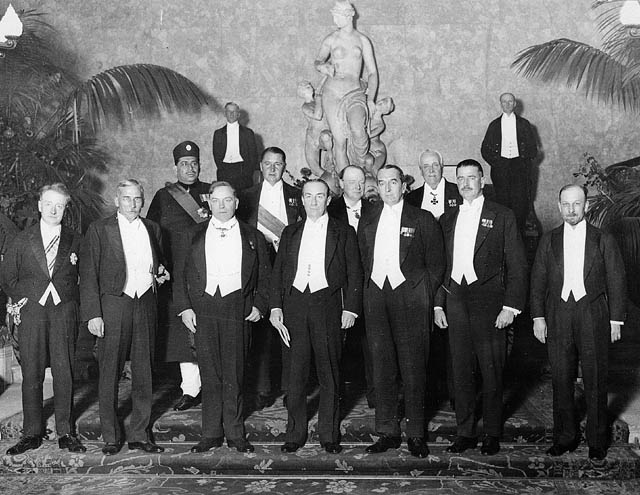
Les Premiers ministres du Commonwealth à la conférence impériale de Londres.

- 19 octobre-23 novembre : conférence impériale au Royaume-Uni[65]. Par la déclaration Balfour du 15 novembre, les dominions sont désormais définis comme des communautés autonomes au sein de l’Empire britannique[66]. C’est le début du Commonwealth.
- 23-26 octobre : Léon Trotski et Lev Kamenev sont exclus du Politburo[48].

- 10 décembre : le prix Nobel de la paix pour 1925 est attribué au Britannique Sir Austen Chamberlain et à l’Américain Charles Dawes. Le prix Nobel de la paix pour 1926 est attribué au Français Aristide Briand et à l’Allemand Gustav Stresemann[67].
- 14-15 décembre : élections générales en Hongrie[68]. Le parti uni de István Bethlen obtient 170 sièges sur 245 au Parlement hongrois, le parti chrétien-national 35, les sociaux-démocrates 14[69].
- 16 décembre : création de la Police d’information au Portugal (polícia especial de informações de carácter secreto de Lisboa)[70].
- 17 décembre : coup d’État de l’armée et des nationalistes lituaniens dirigés par le conservateur Antanas Smetona[71]. Tous les libéraux et les députés de gauche sont expulsés du Seimas. L’assemblée désigne Smetona comme président de la République et Augustinas Voldemaras comme Premier ministre.